# Металург (футбольний клуб, Москва)
Футбольний клуб «Металург» Москва (рос. Футбольный клуб «Металлург» Москва) — колишній радянський та російський футбольний клуб з Москви, що існував у 1923—2004 роках. Домашні матчі приймав на стадіоні «Металург», місткістю 500 глядачів.

## Історія
Клуб заснований у 1923 році. У 1937—1940 роках виступав у Вищій лізі Чемпіонату СРСР.
У Чемпіонаті Росії виступав в аматорських змаганнях та Чемпіонаті Москви.
У 2005 році розформований.

### Історія назв
- 1923—1924: АКС (Астахівський клуб спорту;
- 1925—1930: РКімА (Робітничий клуб імені Астахова);
- 1931—1936, 1963—1969, 1999, 2003—2005: Серп і Молот;
- 1937—1962: Металург;
- 2000: «Серп і Молот-СНС»;
- 2001—2002: Серп і Молот-Тюсом.

## Досягнення
- Вища ліга СРСР
  - Бронзовий призер: 1938
- Перша ліга СРСР
  - Чемпіон: 1936.